# Andrés Oliva
Andrés Oliva Sánchez (Ocaña, 7 dicembre 1948 – Ocaña, 5 luglio 2023) è stato un ciclista su strada spagnolo.
Professionista dal 1969 al 1980, vinse per tre volte la classifica scalatori alla Vuelta a España e per due volte la maglia verde al Giro d'Italia.

## Carriera
Scalatore di buon livello, si impose in diverse brevi corse a tappe spagnole. I suoi successi più importanti furono una vittoria di tappa al Critérium du Dauphiné Libéré del 1978 ed una al Tour de Suisse 1975.

## Palmarès
- 1969

Classifica generale Vuelta Asturias
- 1970

Classifica generale Vuelta a Navarra
Classifica generale Vuelta a Cantabria
5ª tappa Volta a Portugal
- 1972

Classifica generale Vuelta a Mallorca
- 1974

Gran Premio Caboalles de Abajo
Klasika Primavera
- 1975

1ª tappa Vuelta a Cantabria (Santander > Pédréna)
7ª tappa Tour de Suisse (Silvaplana > Laax)
- 1977

Gran Premio Ciudad de Vigo
Premio Labastida
Campionati spagnoli, Prova in salita
- 1978

2ª tappa, 1ª semitappa Critérium du Dauphiné Libéré
4ª tappa Vuelta a Aragón
- 1979

Clásica de Sabiñánigo

### Altri successi
- 1975

Classifica scalatori Giro d'Italia (ex aequo con Francisco Galdós)
Classifica scalatori Vuelta a España
- 1976

Classifica scalatori Giro d'Italia
Classifica scalatori Vuelta a España
- 1978

Classifica scalatori Vuelta a España

## Piazzamenti

### Grandi Giri
- Giro d'Italia

1975: 14º
1976: 21º
- Tour de France

1974: 19º
1978: 39º
1979: 83º
1980: ritirato (1ª tappa)
- Vuelta a España

1971: 22º
1972: 11º
1973: 32º
1974: ritirato
1975: 15º
1976: 13º
1977: 17º
1978: 11º
1980: ritirato (10ª tappa)

### Competizioni mondiali
- Campionati del mondo

Mendrisio 1971 - In linea: 48º
Gap 1972 - In linea: ritirato
Montréal 1974 - In linea: 9º
Yvoir 1975 - In linea: 12º
San Cristóbal 1977 - In linea: 29º
Nürburgring 1978 - In linea: ritirato